# دارن هاردی
دارن هاردی (Darren Hardy) نویسنده آمریکایی و سخنران انگیزشی، مشاور و ناشر سابق مجله‌ی موفقیت است. هاردی نویسندهٔ نسخه‌های پرفروش نیویورک تایمز است.

## حرفه
هاردی اولین کسب و کار خود را در سن ۱۸ سالگی آغاز کرد. او بیش از ۲۵ سال است که یکی از چهره‌های اصلی در تجارت رسانه‌های موفقیت‌آمیز بوده‌است. در سال ۲۰۰۷ او ناشر مجلهٔ موفقیت و Success Media شد. در دسامبر ۲۰۱۵، هاردی اعلام کرد که مجلهٔ موفقیت را به عنوان ناشر ترک می‌کند تا فرصت‌های جدیدی را دنبال کند. قبل از این سمت، هاردی سمت‌های اجرایی در دو شبکه تلویزیونی متمرکز بر توسعه شخصی داشت. او تهیه‌کننده اجرایی و توزیع کننده اصلی شبکه مردمی (TPN) و رئیس شبکه آموزش موفقیت (TSTN) بود. دارن هاردی بیشتر به خاطر کتاب محبوبش «اثر مرکب» شناخته می‌شود که هنوز توسط منتقدان برتر به عنوان بهترین اثر او تا به امروز نقل می‌شود.
هاردی به افتخار حرفه‌ای بودنش در سخنرانی عمومی، توسط انجمن ملی سخنرانان (NSA) به عنوان استاد تأثیرگذاری اعطا شده‌است.

#### مجلهٔ موفقیت
مجلهٔ موفقیت (انگلیسی: Success)، مجله‌ای مرتبط با کسب‌وکار بود که حاوی توصیه‌های کسب‌وکار و خود-بهبودی از کارآفرینان و دیگران بود. مسائل شامل سی‌دی‌هایی با محتوای انگیزشی از مشارکت کنندگان مختلف بود. این مجله در سراسر کشور توزیع شد و تا سال ۲۰۱۵ دارای نرخ پایه ۴۰۲۸۸۳ و بیش از ۷۹.......۹۰۰۰ خواننده بود. در فوریه ۲۰۱۸، مجله‌ی موفقیت ۱۸ کارمند تمام وقت، و همچنین نویسندگان و عکاسان آزاد را برکنار و اخراج کرد.

## نویسندگی
در سال ۲۰۱۰ هاردی اثر مرکب را نوشت. کتابی که در مورد تأثیر تصمیم‌گیری‌های روزمره بر موفقیت است و شامل یک دوره راهنمای کاربردی برای دستیابی به اهداف می‌باشد. در سال ۲۰۱۵ وی کتاب ترن هوایی کارآفرینی را نوشت که به تشریح چالش‌های مالکیت کسب و کار برای کارآفرینان می‌پردازد.
دارن هاردی در کتاب اثر مرکب می نویسد:
آیا شنیده اید که می گویند: "آن که آهسته و پیوسته برود، برنده می شود؟" آیا داستان لاک پشت و خرگوش را شنیده اید؟ خانوم ها، آقایان! من مثل آن لاک پشت هستم. اگر به من وقت کافی دهید، هر کسی را، در هر زمانی و در هر رقابتی شکست می دهم. چرا؟ نه به این خاطر که بهترین یا باهوش ترین یا سریع ترین شخص هستم، بلکه به این خاطر پیروز خواهم شد که عادت های مثبتی را در خودم پرورش داده ام و در به کار بستن آن عادت ها هم، ثبات و پایداری دارم. در جهان کسی نیست که بیش تر از من به ثبات و پایداری اعتقاد داشته باشد. من یک دلیل زنده برای اثبات این موضوع هستم که ثبات و پایداری، کلید نهایی موفقیت است.
در عین حال، شاید همین موضوع، یکی از بزرگ ترین دام ها برای آدم هایی باشد که برای رسیدن به موفقیت تقلا می کنند. خیلی ها نمی دانند چگونه ثبات و پایداری داشته باشند. ولی من می دانم و به همین خاطر از پدرم سپاس گزارم. در واقع، او اولین مربی من بود که قدرت اثر مرکب را در من شعله ور کرد.
وقتی فقط هجده ماه داشتم، والدین ام از هم جدا شدند و پدرم به تنهایی بزرگ ام کرد. او مثل اکثر پدرها مهربان و ملایم نبود. قبلا مربی تیم راگبی دانشگاه بود و به من برای کسب موفقیت، خیلی سخت می گرفت.
به خاطر پدرم، هر روز صبح، ساعت شش از خواب بیدار می شدم؛ آن هم نه با یک تلنگر آهسته ی محبت آمیز روی شانه های ام یا حتی صدای زنگ ساعت. نه، هر روز صبح با صدای برخورد مکرر وزنه های آهنی به کف سیمانی گاراژ خانه مان که کنار اتاق خواب ام بود، بیدار می شدم. بیدار شدن ام مثال افتادن از یک ساختمان ده طبقه بود. پدر، یک تابلوی بزرگ "نابرده رنج، گنج میسر نمی شود" روی دیوار گاراژ نصب کرده بود و در حالی که ورزش می کرد به آن خیره می شد. هوای بارانی، برفی یا آفتابی فرقی به حال اش نداشت، هر صبح با گرمکن ورزشی قدیمی اش آن جا بود. هرگز یک روز را هم از دست نمی داد. می توانستید ساعت تان را طبق تمرینات روزانه ی او تنظیم کنید.
در مقایسه با یک خانه دار و باغبان، کارهای به مراتب بیشتری داشتم. وقتی از مدرسه برمی گشتم، همیشه فهرستی از کارهایی که باید انجام شان می دادم به من خوشامد می گفتند؛ کندن علف های هرز، جمع کردن برگ های خشک، تمیز کردن گاراژ، گردگیری و جارو کردن خانه، شستن ظرف ها و هر چیزی که فکرش را بکنید. در ضمن کسب نمره های پایین در مدرسه به هیچ عنوان تحمل نمی شد. همین بود که بود.
پدرم هیچ بهانه ای را نمی پذیرفت. هیچ وقت اجازه نداشتیم به خاطر مریضی در خانه بمانیم و به مدرسه نرویم؛ مگر این که واقعا استفراغ می کردیم، خون ریزی داشتیم یا استخوان مان بیرون زده بود! عبارت "استخوان بیرون زدن" از روزهای مربی گری اش در تیم راگبی دانشگاه باقی مانده بود. بازیکنان تیم اش می دانستند که اجازه ندارند از بازی بیرون بیایند، مگر این که دچار مصدومیت جدی شده باشند. یک بار مهاجم تیم اش، شانه بندش را بیرون آورد و نشان داد که استخوان تر قوه اش بیرون زده است. فقط آن موقع بود که پدرم اجازه داد از زمین بیاید بیرون.
یکی از فلسفه های اصلی پدرم این بود: "اصلا اهمیتی ندارد که چقدر باهوش هستید، باید نداشتن تجربه، مهارت، هوش یا توانایی های ذاتی را با تلاش زیاد و سخت کوشی تان جبران کنید. اگر رقیب شما باهوش تر، با استعدادتر یا باتجربه تر است، فقط لازم است سه یا چهار برابر، سخت کوش تر از او باشید، تا بتوانید شکست اش دهید." اهمیتی نداشت که با چه مشکلی رو به رو شوم، او به من یاد داد در هر زمینه ای که شرایط نامساعدی داشتم، مشکل را با تلاش زیاد جبران کنم. پرتاب های آزاد را در مسابقه از دست دادی؟ هزار پرتاب آزاد در هر روز و به مدت یک ماه انجام بده. در دریبل زدن با دست چپ مشکل داری؟ دست راست ات را به کمرت ببند و روزی سه ساعت دریبل تمرین کن. در درس ریاضی نمره ی پایین گرفتی؟ بنشین و یک سره ریاضی بخوان. به کلاس خصوصی برو و تمام تابستان را زحمت بکش تا در امتحان نمره ی خوبی بگیری. هیچ بهانه ای را نمی پذیرفت. اگر در چیزی خوب نبودم، باید بیش تر و هوشمندانه تر تلاش می کردم. خودش هم به حرف های اش عمل می کرد. از یک مربی راگبی، به یک فروشنده ی حرفه ای و موفق تبدیل شد. از آن جا بود که ابتدا به ریاست رسید و سرانجام شرکت خودش را راه اندازی کرد.
البته زیاد به ما دستور نمی داد. از همان اول، اجازه می داد که خودمان از موضوع سر دربیاوریم. همیشه در مورد قبول مسوولیت شخصی تاکید می کرد. هر شب با چماق بالای سرمان نمی ایستاد تا تکالیف مدرسه مان را انجام دهیم؛ ما فقط باید به موقع و با تکالیف انجام شده مان جلوی اش حاضر می شدیم. وقتی این کار را انجام می دادیم، از ما تقدیر می کرد. اگر در مدرسه نمره های خوبی می گرفتیم، ما را به بستنی فروشی پرینگز می برد و در آن جا اجازه داشتیم تکه های بزرگ موز با شش اسکوپ بستنی و همه ی مخلفات بگیریم! بارها، خواهر و برادرهای من در مدرسه نمره های خوبی نگرفتند و بنابراین اجازه نداشتند که با ما به فروشگاه بیایند. بیرون رفتن همراه پدر، برای مان خیلی مهم بود؛ بنابراین تمام تلاش مان را می کردیم که بتوانیم برویم.
این انضباط و رویه ی پدر، برای ام یک سرمشق بود. پدر، بت من محسوب می شد و می خواستم او هم به من افتخار کند. درضمن، می ترسیدم ناامیدش کنم. یکی از فلسفه های پدرم این بود: "آدمی باش که "نه" می گوید. با همرنگ جماعت بودن، هیچ موفقیتی بزرگی به دست نمی آید. غیر معمول باش، یک آدم فوق العاده." به همین خاطر بود که هرگز دنبال مواد مخدر نرفتم. او هیچ وقت راجع به این موضوع با من صحبت نکرد، ولی نمی خواستم آدمی باشم که مواد مصرف می کند، آن هم فقط به این خاطر که بقیه هم از این کارها می کنند و در ضمن، نمی خواستم پدر را مایوس کنم.
به خاطر پدر، در دوازده سالگی، برنامه ی من به اندازه ی برنامه ی کارآمدترین مدیران عامل، مفید بود. بعضی وقت ها شکوه و زاری می کردم ولی در همان موقع هم ته دل ام لذت می بردم از این که یک برتری نسبت به هم کلاسی های ام دارم. پدر به من یک برتری جدی و زودهنگام داده بود؛ یکی، درباره ی انضباط و دیگری طرزفکری که می توانست من را مسوول و متعهد بارآورد و کاری کند به هر چیزی که به عنوان هدف در نظر می گرفتم، برسم.